# Ekkart Sauser
Ekkart Sauser (* 14. April 1933 in Innsbruck; † 20. November 2019 in Trier) war ein römisch-katholischer Priester, Theologe und Kirchenhistoriker.

## Leben
Ekkart Sauser war der Sohn des Innsbrucker Anatomie-Professors Gustav Sauser (1899–1968). Sauser studierte Philosophie und Theologie; am 26. Juni 1960 empfing er in der Jesuitenkirche in Innsbruck die Priesterweihe. Mit den Arbeiten Der Hallstätter Marienaltar von Meister Astl (1956) und Die Zillertaler Inklinanten und ihre Ausweisung im Jahre 1837 (1958/59) erwarb er sowohl den theologischen als auch den philosophischen Doktorgrad der Universität Innsbruck.
Nach Kooperatorenjahren in Axams wurde er 1962 zu Studium nach Rom geschickt. Von 1964 bis 1967 war er Lehrbeauftragter für Archäologie und Patrologie und von 1967 bis zu seiner Emeritierung 2001 Professor für Kirchengeschichte des Altertums, Patrologie und Christliche Archäologie an der Theologischen Fakultät Trier. Er wirkte außerdem als Dozent an der theologischen Fakultät und am kunsthistorischen Institut der Universität Innsbruck.
Sauser verfasste zahlreiche Artikel im Biographisch-Bibliographischen Kirchenlexikon (BBKL), die allerdings verschiedentlich kritisiert wurden. Als Fachmann und Sammler befasste er sich besonders mit Christlicher Ikonographie und Ikonen. Teile seiner Sammlung wurden verschiedentlich ausgestellt. Außerdem nutzte er sie als Grundlage für Lehrveranstaltungen, die er teilweise vor den Originalen in seiner Privatwohnung abhielt. Einen Großteil seiner Ikonensammlung verschenkte er an das Land Tirol, welches diese im Stift Stams zeigt. Ebenso bedachte er das Stift Kremsmünster mit einer Schenkung aus seiner Ikonensammlung.
Sauser war seit 1952 Mitglied der AV Austria Innsbruck im ÖCV und der KDStV Churtrier Trier im CV. Sauser wurde mit dem Ehrentitel Päpstlicher Ehrenkaplan (Monsignore) geehrt. Im Jahr 2013 erhielt er das Verdienstkreuz des Landes Tirol.
Sauser starb am  20. November 2019 in Trier. Seine Urne wurde im Familiengrab auf dem Wiltener Friedhof beigesetzt.

## Schriften
- Der Hallstätter Marienaltar von Meister Astl (= Veröffentlichungen des Museums in Hallstatt. 4, ZDB-ID 2006068-3). Verlag des Musealvereins Hallstatt, Hallstatt 1956, (Teilweise zugleich: Innsbruck, Universität, Dissertation, 1956).
- Die Zillertaler Inklinanten und ihre Ausweisung im Jahre 1837. (Dargestellt nach Akten des Wiener Haus-, Hof- und Staatsarchivs, des Salzburger Konsistorialarchivs, des Landesregierungsarchivs für Tirol, der Bibliothek des Museums Ferdinandeum zu Innsbruck, sowie des Pfarrarchivs zu Hippach) (= Schlern-Schriften. 198, ZDB-ID 503740-2). Wagner, Innsbruck 1959, (Zugleich: Innsbruck, Universität, Dissertation, 1958/1959).
- Bekenner seiner Herrlichkeit. Das Zeugnis frühchristlicher Martyrer. Rauch, Innsbruck 1964.
- Symbolik der katholischen Kirche (= Symbolik der Religionen. 13, ZDB-ID 503270-2). Tafelband zu Band 6 des Textwerkes. Hiersemann, Stuttgart 1966.
- Frühchristliche Kunst. Sinnbild und Glaubensaussage. Tyrolia, Innsbruck u. a. 1966.
- Revolution des Kreuzes. Das Frühchristentum (= Der Christ in der Welt. Eine Enzyklopädie. Reihe 11: Die Geschichte der Kirche. 1, ZDB-ID 2272303-1). Pattloch, Aschaffenburg 1966.
- Maria im Advent. 24 Betrachtungen. Paulinus-Verlag, Trier 1969.
- Das Bildnis Mariens in den Kirchen von Innsbruck. Rauch, Innsbruck 1970.
- Das Bild Christi in Innsbruck. Der Gekreuzigte in den Kirchen, Kapellen und Strassen dieser Stadt. Rauch, Innsbruck 1971.
- Kreuze in Nordtirol. Rauch, Innsbruck 1972.
- Woher kommt Kirche? Ortskirchen der Frühzeit und Kirchenbewußtsein heute. Knecht, Frankfurt am Main 1978, ISBN 3-7820-0403-5.
- Heilige und Engel im Kirchenjahr. Besinnungen und Anregungen zu Messbuch und Gotteslob. Pustet, Regensburg 1979, ISBN 3-7917-0602-0.
- So nahe steht uns die Ostkirche. Knecht, Frankfurt am Main 1980, ISBN 3-7820-0444-2.
- Herrenfeste im Kirchenjahr. Pustet, Regensburg 1981, ISBN 3-7917-0706-X.
- Heilige und Selige im Bistum Trier Verlag der Akademischen Buchhandlung Interbook, Trier 1987, ISBN 3-88915-030-6.
- Seelsorge und Seelsorger. Erkenntnisse und Erfahrungen aus 30 Priesterjahren. s. n., Innsbruck u. a. 1989.
- mit Bernd Kettern: Der Schönfelderhof. Ort der christlichen Caritas in Geschichte und Gegenwart. Friedhofen-Verlag, Trier 1989.